# Guy Billout
Guy Billout (Decize, 7 luglio 1941) è un illustratore francese.

## Biografia
Figlio del giornalista René George e della libraia Christiane Vichard, crebbe e frequentò le prime classi scolastiche a Nevers. Negli anni Cinquanta studiò pubblicità alla "Scuola di Arti Applicate" di Beaune per trasferirsi a Parigi nel 1962 e lavorare come designer fino al 1966. Nei due anni successivi si impiegò presso l'agenzia pubblicitaria Thibaud-Lintas. Nel 1969 Billout si trasferì a New York.
Per sua stessa ammissione, i suoi riferimenti artistici sono stati il fumettista belga Hergé per quanto attiene ai dettagli de Le avventure di Tintin, l'artista francese Raymond Savignac, il fumettista francese di origini ungheresi André François e l'illustratore britannico Ronald Searle (1920–2011). Arrivato in America, inesperto, Milton Glaser, fondatore e direttore del New York Magazine, decise di pubblicare un intero lavoro di Billout sul periodico e lo stesso Guy si convinse di diventare illustratore a tempo pieno. Da quel momento ha creato tavole memorabili per molte altre importanti testate tra cui Time, Life, Fortune, Esquire, The Washington Post, Business Week, Vogue, Playboy, Der Spiegel, Le Monde.
Judy Garlan, giornalista del The Atlantic (un tempo chiamato "The Atlantic Monthly") offrì una intera pagina ogni due mesi sulla rivista nella quale avrebbe avuto la più totale libertà e dove pubblicò illustrazioni per 24 anni. La tematica che scelse fu quella di prendere una scena ordinaria di vita dove ogni volta immetteva un elemento inaspettato o fuorviante, o casuale. Il primo disegno apparve nel numero di febbraio 1982 e l'ultimo in quello di febbraio 2006. Egli considera questa serie tra le sue opere più significative.
Insegna alla Parsons The New School For Design di New York dal 1985.

## Stile
Come Hergé, Billout crea un luogo dopo averne preso una conoscenza profonda. Il suo lavoro si fonda essenzialmente su una rigorosa attenzione ai dettagli sull'argomento che intende disegnare. Visita i luoghi, scatta foto sul posto e li studia attentamente, fotografa i panorami e i dettagli più minuti per ottenere quante più informazioni possibili su ciò che sta affrontando. Il suo stile, improntato all'ironia, si muove tra il concettuale, il fumetto e il non-sense alla René Magritte. Un disegno che si pone in maniera esplicita verso la "percezione" del senso della vita e a tempo stesso di non prendere le cose troppo seriamente con l'uso costante dell'ironia e del sarcasmo a seconda dei casi, ma anche ricorrendo alla poesia e al ribaltamento degli stereotipi.

Il designer e art director Bob Ciano, che fu il primo a credere nell'arte di Billout fin dal 1969 che pubblicò i suoi disegni sulla rivista Redbook, di cui era direttore, afferma: "C'è una certa gentilezza nell'opera di Guy. È molto seducente. Espone idee inquietanti sul tempo geologico, i cambiamenti climatici, la responsabilità umana e la natura delle nostre illusioni, senza mai alzare la voce, senza che il lettore si senta mai sfidato. Sebbene le situazioni descritte nelle scene siano spesso pericolose per la vita, non ci si sente mai in pericolo". In effetti, conclude Véronique Vienne, Billout usa un umorismo impassibile, un po' come nel cinema usava fare Buster Keaton, per comunicare la complessità inquietante delle contraddizioni umane. Le sue immagini appaiono fredde ma sono piene di tumulti irrisolti e non sono mai ciniche.

Le sue tecniche sono mutate negli anni passando dagli acquerelli e pennello all'aerografo per arrivare, molto tempo dopo, ad usare stampe su carta per fotocopie, usando Pilot Razor Point, per scansionarle su Photoshop e quindi colorarle.

## Pubblicazioni
- Number 24, Harlin Quist Books, 1973 - ISBN 978-0825200939
- By Camel or by Car: A Look at Transportation, Prentice-Hall, New York, 1979 - ISBN 978-0131096035
- Stone and Steel: A Look at Engineering, Prentice-Hall, New York, 1980 - ISBN 978-0138468736
- Thunderbolt and Rainbow: A Look at Greek Mythology, Prentice-Hall, New York, 1981 - ISBN 978-0139206375
- Squid and Spider: A Look at the Animal Kingdom, Prentice-Hall, New York, 1982 - ISBN 978-0138399283
- The Journey: Travel Diary of a Daydreamer, Creative Education Co., 1994 - ISBN 978-1568460819
- Question of Detail, Harlin Quist Books, Parigi, 1998 - ISBN 978-2843740312
- Il Y A Encore Quelque Chose Qui Cloche, Harlin Quist Books, Parigi, 2002 - ISBN 978-2020537926